# Luridae
Famille
Les Luridae sont une famille de vers plats marins de l'ordre des Rhabdocoela (sous-ordre des Dalytyphloplanida).

## Systématique
Le nom valide complet (avec auteur) de ce taxon est Luridae Sterrer & Rieger, 1990.

### Liste des genres
Selon la base de données World Register of Marine Species (8 janvier 2024), la famille des Luridae regroupe les deux genres suivants :
- Luriculus Faubel, Rohde & Watson, 1994 ;
- Lurus Marcus, 1950.

### Publication originale
(en) Wolfgang Sterrer, Reinhard Maria Rieger, « New species of the statocyst-bearing marine dalyellioid genus Lurus Marcus (Luridae nov. fam., Turbellaria-Rhabdocoela) », Cahiers de Biologie Marine, vol. 31, n°4,  1990, p. 485-500